# 塞尼卡 (堪薩斯州)
塞尼卡（英語：Seneca）是一個位於美國堪薩斯州尼馬哈縣的城市。

## 地方資料
根據2020年美國人口普查的數據，塞尼卡的面積為4.32平方千米，當中陸地面積為4.32平方千米，而水域面積為0.00平方千米。當地共有人口2139人，而人口密度為每平方千米495.14人。